# Метод каченяти

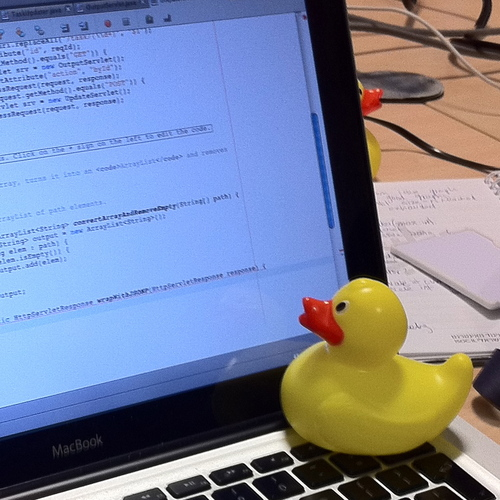

Метод каченяти (англ. rubber ducking) — це метод розв'язання задачі через делегування її уявному помічнику. Метод описаний в книзі «Прагматичний програміст».
Суть методу полягає в тому, що ви ставите (чи уявляєте) на робочому столі іграшкове каченятко, і коли в вас виникає запитання, на яке важко дати відповідь — задаєте його іграшці, так неначе вона справді може відповісти. А правильне формулювання питання, як відомо, містить половину відповіді.
Також використовується при зневадженні. Якщо певна частина програми не працює, програміст пробує пояснити каченяті, що робить кожен рядок програми, і в процесі цього знаходить невідповідність синтаксису й прагматики.